# Тиф
Тиф е група инфекциозни заболявания, включваща петнистия тиф, японската речна треска и възвратния тиф. Обичайни симптоми са висока температура, главоболие и обриви. Те обикновено се появяват една до две седмици след заразяване. Тифът се причинява от бактерии – петнистият тиф от Rickettsia prowazekii, разпространявани от телесни въшки, японската речна треска от Orientia tsutsugamushi, разпространявани от кърлежи Trombicula, а възвратният тиф от Rickettsia typhi, разпространявани от бълхи.